# Масамунэ Сиро
Масамунэ Сиро (яп. 士郎 正宗 Сиро: Масамунэ) — мангака, создатель манги «Призрак в доспехах». Настоящее имя — Масанори Ота (яп. 太田 まさのり О:та Масанори). Псевдоним произошёл, вероятно, от имени японского оружейника Масамунэ или от популярной саке-пивоварни Kiku-Masamune в Кобе (упоминаемое, как одно из памятных мест Сиро, другом и менеджером Сигэхико Огасаварой из издательства Seishinsha). «Сиро» образовано от «си» (士, самурай) и «ро» (郎, юный).

## Биография и творческий путь
Родился 23 ноября 1961 года в городе Кобе префектуры Хиого. Ещё в младшей школе Сиро начинает проявлять интерес к рисованию. Ради забавы он начинает рисовать акварельными красками окружающие его пейзажи, выбираясь в местные горы или побережье. В старших классах сменяет тягу к рисованию на спорт, предпочитая заниматься дзюдо. Однако, когда пришла пора выбирать университет, он поступает в Университет искусств в Осаке факультет изобразительных искусств отделение масляной живописи, где обучается основным навыкам художественной работы.
Во время учёбы Сиро впервые знакомится с мангой. До этого он никогда её не покупал, и, как он сам говорит, видимо, поэтому его работы так мало похожи на обычную мангу. После двух лет труда, нарисовав менее значительные работы, Сиро наконец-то завершает свою первую мангу «Чёрная магия» (англ. Black Magic), которую в 1983 году самостоятельно публикует в додзинси «Atlas», издательстве небольшой группы энтузиастов, с которыми свела его старшая сестра. «Чёрная магия» была весьма примитивна, как в сюжетном, так и в графическом плане. Тем не менее, уже тогда был виден типичный для Сиро стиль рисования. Манга привлекает внимание Харумити Аоки (англ. Harumichi Aoki), президента небольшого издательства Seishinsha из Осаки, который предлагает Сиро сотрудничество и нанимает для создания его первой коммерческой манги.
Окончив институт, Сиро начинает преподавать рисование в школе, одновременно работая над новой мангой «Appleseed» по заказу Seishinsha. В феврале 1985 года вышел первый том. Манга оказалась достаточно популярной и в 1986 году была награждена японской премией Seiun Award. В конце 1985 года Seishinsha переиздаёт «Black Magic», а издательство Hakusensha начинает публиковать новую мангу «Доминион» (англ. Dominion: Tank Police). "Студия «Протей» (англ. Studio Proteus) в 1988 году начинает переводить на английский язык «Appleseed» и получает премию «SPJA Anime Award» за лучшую переведённую мангу. В 1990 году появился «Орион» (яп. 仙術超攻殻オリオン  Senjutsu Chōkōkaku Orion), а в 1992 году — «Neuro Hard», «Dominion Conflict», «Exon Depot» и артбук «Intron Depot». Через пять лет преподавания Сиро оставляет свою профессию, чтобы полностью посвятить себя созданию манги.
Всё же наиболее известной работой Сиро остаётся манга «Призрак в доспехах» (яп. 攻殻機動隊 ко: каку кидо: тай, англ. Ghost in the Shell), нарисованная в 1989 году. Она описывает будущее, в котором технологии позволяют создавать киборгов на основе человеческих тел. В 1995 году Мамору Осии снял одноимённый полнометражный фильм, снискавший большую популярность на Западе.

В 2001 году Сиро выпустил продолжение манги «Призрак в доспехах 2: Интерфейс человек-машина» (англ. Ghost in the Shell 2: Man-Machine Interface), подвергшуюся критике. Манга была цветной и обработанной в Adobe Photoshop и Lightwave 3D, что возмутило любителей классического творчества Сиро, а история была настолько сложной и запутанной, что понять её можно было, только приложив немалые усилия, и это вызвало волну недовольства почитателей манги.
«Это как перетягивание каната. Я не хочу делать историю слишком простой, но и не хочу делать слишком сложной. Я борюсь, чтобы найти баланс…. Я знаю, что читателю иногда бывает тяжело….» Масамунэ Сиро
В 2002 году Production I.G выпускает телевизионный аниме-сериал режиссёра Кэндзи Камияма «Ghost in the Shell: Stand Alone Complex», не связанный с предыдущим фильмом Осии. Следом выходит второй сезон «Ghost in the Shell: S.A.C. 2nd GIG», а затем и фильм «Ghost in the Shell: S.A.C. Solid State Society». Заглавную тему к обоим сезонам исполнила русская певица Ольга Яковлева, более известная под псевдонимом Origa. Параллельно их выходу в 2004 году Мамору Осии режиссирует продолжение своего фильма «Призрак в доспехах 2: Невинность» (англ. Ghost in the Shell 2: Innocence), где главным героем становится Бато, а мир технологического будущего включает в себя ретро-черты.
Спустя значительный промежуток времени на экраны в 2013 году выходит новый сериал «Ghost in the Shell: Arise», раскрывающий предысторию майора Мотоко Кусанаги и создание 9 отдела. Через несколько лет Руперт Сандерс режиссирует кинофильм «Ghost in the Shell», вышедший в прокат в 2017 году. Подобно художественному повороту в манге, фильм так же был прохладно встречен публикой, критикуемый со стороны почитателей фильма Осии за отход от философских идей и упрощение, и не нашедший отклика со стороны людей не знакомых с франшизой.

## Жизнь и творчество
Масамунэ Сиро — человек скрытный. Очень редко у него удаётся взять интервью. Имея немалые деньги, предпочитает жить в одиночестве. Он практически никогда не появляется на публике и не разрешает себя фотографировать. Работает, по сравнению с другими мангаками, исключительно медленно и не нанимает ассистентов, как это принято в среде мангак. Значительное количество работ выпускает в виде артбуков или в формате книг с постерами (англ. poster book). Держит дома множество экзотических пауков, которых любит фотографировать, выписывает около двадцати научно-популярных журналов, а также обожает бессмысленно шляться по магазинам (англ. window shopping). Кроме журналов черпает вдохновение из книг по военному делу, искусству, скульптуре, насекомым, а также из словарей, ТВ и немного греческой мифологии. Главным своим хобби считает работу, а все свои работы открыто называет своими детьми. В манге Сиро часто изображает себя в виде осьминога Такотю. Технологии сравнивает с магией, потому что для обычного человека то, что происходит внутри компьютеров и телефонов, остаётся неясной загадкой или магией. Боится перелётов на самолёте.

## Манга

### Серийные работы
| Серийные работы                               | Серийные работы                    | Серийные работы                     | Серийные работы | Серийные работы                                           | Серийные работы |
| Название                                      | Дата выпуска                       | Количество                          | Издательство    | Публикация                                                | Комментарий |
| --------------------------------------------- | ---------------------------------- | ----------------------------------- | --------------- | --------------------------------------------------------- | --- |
| Areopagus Arther                              | 25.11.1980 — 08.08.1982            | 6 глав                              | Atlas           | Atlas 7—11 (додзинси)                                     | 6 глава должна была быть опубликована в Atlas 12 (1983), но этого не произошло. 6 глава до сих пор не опубликована, многие загадки сюжета не раскрыты |
| Black Magic                                   | 25.02.1983                         | 1 том                               | Atlas           | L.Collection 3 (додзинси)                                 | Получила адаптацию в OVA (1987) и ранобэ (2007—2008). 07.05.2016 начат выпуск web-версии «Black Magic Ghost Drive» |
| Appleseed                                     | 15.02.1985 — 15.04.1989            | 4 тома (не закончена)               | Seishinsha      | Comicborne                                                | Манга стала печататься сразу в виде книги (танкобон), а не по частям в журнале, что было на то время редкостью. 30.05.1990 выпущено «Appleseed: Databook» с подробным описанием мира Appleseed, включает 26 главу «Called Game». 25.01.1996 выпущено «Appleseed: Hypernotes», содержит «Artemis’s Snipe». Получила адаптацию в OVA (1988), ТВ (2011—2012) и трёх фильмах (2004, 2007, 2014) |
| Appleseed: Artemis’s Snipe                    | 24.04.1992 — 12.12.1992            | 1 глава                             | Seishinsha      | Comic Gaia 9—11,13                                        | Ответвление, не является официальной частью 5 тома |
| Dominion                                      | 15.10.1985 — 26.07.1986            | 1 том                               | Hakusensha      | ComicReader SF Special COMICOMI янв, фев, авг             | Сначала был опубликован ваншот, затем вышло 3 продолжения и в 01.10.1986 выпущено танкобон-издание. Получила адаптацию в двух OVA «Dominion» (1988—1989) и «New Dominion Tank Police» (1993—1994) |
| Special Graphix Dominion                      | 01.07.1988                         | 1 глава                             | Hakusensha      | COMICOMI Special                                          | Включает главу ответвление «Phantom of Audience». Торен Смит (переводчик) задал в интервью вопрос, почему стиль отличается от остальной серии, может рисовал ассистент? Сиро ответил, что рисовал «другой Масамунэ Сиро», но не ассистент. «Я просто в то время был в своеобразном психическом состоянии…» |
| Gun Dancing                                   | 26.09.1986                         | 1 глава                             | Kodansha        | Young Magazine Kaizokuban                                 | 22.03.2002 выпущено CD-издание (e-mangaKC) в двух версиях: с футболкой и без |
| Pile Up                                       | 26.07.1987 — 26.09.1987            | 1 глава                             | Kodansha        | Young Magazine Kaizokuban                                 | 06.12.2002 выпущено CD-издание (e-mangaKC) |
| Ghost in the Shell                            | 26.04.1989 — 26.11.1990            | 1 том (12 глав)                     | Kodansha        | Young Magazine Kaizokuban                                 | 05.10.1991 выпущено танкобон-издание. Получила адаптацию в трёх фильмах «Ghost in the Shell», «Ghost in the Shell: Innocence», «Ghost in the Shell 2.0», киноадаптацию «Ghost in the Shell» (2017), ТВ-адаптации «GitS: Stand Alone Complex», «GitS: S.A.C. 2nd GIG», а также ТВ, OVA и фильм «Ghost in the Shell: Arise». Любую из адаптаций можно рассматривать как отдельное произведение, имеющее мало общего с оригинальной мангой. Сиро сознательно создаёт свои миры продуманными до мелочей, в расчёте, что они могут быть использованы другими авторами на своё усмотрение. Такой подход оформил в «Neuro Hard». Японское название не переводится и выбрано издателем, состоит из 攻 — агрессия, 殻 — оболочка или скорлупа, 機動隊 — спецназ. Оригинальное название «The Ghost in the Shell» выбрано Сиро в дань книге «The Ghost in the Machine» Артура Кёстлера, которая в свою очередь ссылается на фразу Гилберта Райла «Ghost in the Machine», которая ссылается на «дуализм разум-тело» Рене Декарта. Сиро особенно отмечает британский сериал «The Professionals» (1977—1983), как оказавший влияние на создание персонажей 9 отдела. |
| The Ghost in Machine Head                     | 20.10.1989 — 05.11.1990            | 6 коротких глав                     | Byakuya Shobo   | Machine Head 2—7                                          | Каждая публикация содержит постер. Включена в «Appleseed: Hypernotes». Не имеет отношения к «Ghost in the Shell» |
| Orion                                         | 08.08.1990 — 20.08.1991            | 1 том (6 глав)                      | Seishinsha      | Comic Gaia 1—6                                            | 24.12.1991 выпущено танкобон-издание, 22.02.2010 новая редакция, включает «ORION Notes» и «ORION Encyclopedia». 11.06.2010 Studio 4°C выпустила спешл 3D-анимацию «Senjutsu Choukoukaku Orion». Название «仙術超攻殻オリオン» содержит иероглифы «攻殻», как «Ghost in the Shell» |
| Dominion Conflict                             | 10.02.1992 — 15.06.1993            | 4 главы (2—4 главы не опубликованы) | Seishinsha      | Comic Gaia 14—16                                          | Выпуск отложил из-за большой загруженности, но так и не возобновил. Получила адаптацию в OVA «Tank Police Team: TANK S.W.A.T. 01» |
| Neuro Hard                                    | 09.08.1992 — 09.05.1994            | 10 глав                             | Fujimi Shobo    | Comic Dragon Monthly Comic Dragon                         | Всего было опубликовано 48 страниц, что около половины от задуманного Сиро. Выпускать прекратил по собственным причинам. Вероятно из-за того, что много книг и материала пострадало во время Великого землетрясения Хансин-Авадзи (1995) или не укладывался во временные рамки издателя. Манга сложна для перевода из-за обилия научных терминов. Включена в «Pieces Gem 02» |
| Exon Depot                                    | 24.01.1992 — 02.11.1992            | 4 цв. страницы, 11 цв. страниц      | Seishinsha      | Comic Gaia 8, 12                                          | «Гора Дикая вишня» (яп. 山桜) и «Судебное решение» (яп. 審判). Включены в «Pieces 1» |
| Exon Depot: Arms                              | 18.12.1997                         | 5 цв. страниц                       | Kodansha        | Young Magazine Aka-Buta 12                                | Включена в «Pieces 1» |
| Ghost in the Shell 1.5: Human-Error Processer | 26.09.1991 — 22.07.1996            | 1 том (4 главы)                     | Kodansha        | Young Magazine                                            | Выпущены танкобон-издания 23.07.2003 (CD + буклет) и 06.03.2008 (брелок для ключей). В названии использовано слово «processer», хотя верно «processor». |
| Ghost in the Shell 2: Man-Machine Interface   | 28.06.2001 30.06.1997 — 25.08.1997 | 1 том (6 глав)                      | Kodansha        | Young Magazine KCDX Young Magazine 30—33, 35, 38          | Вначале были опубликованы шесть частей 5 главы «GitS2: Man-Machine Interface — 5. Dual Device». Которые затем Сиро переработал, и 28.06.2001 было выпущено танкобон-издание под названием «GitS2: Man-Machine Interface». Отличается от GitS1 и 1.5 практически полностью. Сиро обдумывал слегка изменить название, но отказался. 22.12.2000 выпущено «SOLID BOX». В комплекте издания: GitS1, GitS2 «Short Cut Version» (цвета мягче и темнее, включены эротические сцены, без эпилога), набор иллюстраций, файл-осьминожка, Футикома, Футикома-мини, постер, брошюра. |
| Pandora in the Crimson Shell: Ghost Urn       | 10.10.2012 — наст.                 | 9 томов                             | Kadokawa Shoten | Newtype Ace 14—23 Niconico Ace (web) 98—190 Newtype (web) | Концепт истории придуман Сиро, иллюстрированием занимается Коси Рикудо. Получила ТВ адаптацию «Pandora in the Crimson Shell: Ghost Urn». «Ghost Drive», «Ghost Urn» и последующие работы используют оригинальный мир, придуманный Сиро, но реализацией занимаются исполнители. Упоминается в «Pieces Gem 01» |

### Артбуки
| Артбуки                                         | Артбуки                 | Артбуки              | Артбуки      | Артбуки |
| Название                                        | Дата выпуска            | Количество           | Издательство | Комментарий |
| ----------------------------------------------- | ----------------------- | -------------------- | ------------ | --- |
| Intron Depot 1                                  | 17.07.1992              | 148 страниц + постер | Seishinsha   | 1997 выпущены CD «Intron Depot D» для Windows и Mac |
| Intron Depot 2 Blades                           | 26.11.1998              | 112 страниц          | Seishinsha   | 1999 выпущен CD «Intron Depot 2 Blades» для Windows/Mac (вместе). 2010 выпущена iPad версия от «NTT Solmare» |
| Intron Depot 3 Ballistics                       | 28.04.2003              | 116 страниц          | Seishinsha   | 2010 выпущена iPad версия от «NTT Solmare» |
| Intron Depot 4 Bullets                          | 28.07.2004              | 112 страниц          | Seishinsha   | — |
| Kokin Togihime Zohushi                          | 05.08.2009              | 64 страницы          | Seishinsha   | Публикация «Intron Depot 5 Yamataiko» (Kodansha) была объявлена, но не выпущена и, скорее всего, вошла в это издание. В 2010 году выпущена iPod/iPhone/iPad версия от «Stakeholdercom»                                                                           |
| Intron Depot 5 Battalion                        | 10.07.2012              | 128 страниц          | Seishinsha   | — |
| Intron Depot 6 Barb Wire 01                     | 20.09.2013              | 88 страниц           | Seishinsha   | Включает работы из «Classical Fantasy Within 1—4» |
| Intron Depot 7 Barb Wire 02                     | 22.11.2013              | 88 страниц           | Seishinsha   | Включает работы из «Classical Fantasy Within 5—8» |
| Pieces 1                                        | 23.02.2009              | 88 страниц           | Seishinsha   | Включает «Exon Depot» |
| Pieces 2 PhantomCats                            | 09.04.2010              | 88 страниц           | Seishinsha   | Включает «Galgrease Galhound 3» (Kodansha) |
| Pieces 3 Wild Wet Quest                         | 09.08.2010              | 88 страниц           | Seishinsha   | Включает «Galgrease Wild Wet Quest» (Kodansha) |
| Pieces 4 Hellhound-01                           | 25.11.2010              | 88 страниц           | Seishinsha   | Включает «Galgrease Hellhound-01» (Kodansha) |
| Pieces 5 Hellhound-02                           | 17.01.2011              | 88 страниц           | Seishinsha   | Включает «Galgrease Hellhound-02» (Kodansha) |
| Pieces 6 Hellcat                                | 24.05.2011              | 88 страниц           | Seishinsha   | Включает «Galgrease Hellcat» (Kodansha) |
| Pieces 7 Hellhound-01&02 remarks + α            | 22.08.2011              | 104 страницы         | Seishinsha   | Не вошедшее в «Pieces 4» и «Pieces 5» + из «Kokin Togihime Zohushi» (Secret) |
| Pieces 8 Wild Wet West                          | 02.04.2012              | 128 страниц          | Seishinsha   | Включает «Galgrease Wild Wet West» (Kodansha) |
| Pieces 9 Kokin Togihime Zoushi Secret           | 21.08.2012              | 88 страниц           | Seishinsha   | — |
| Pieces Gem 01 The Ghost in the Shell Data + α   | 14.11.2014              | 88 страниц           | Seishinsha   | Затронуты вопросы планирования «Ghost Drive», «Ghost Guard», «Ghost Bounds», «Ghost Urn», «Grid Bias» |
| Pieces Gem 02 Neuro Hard                        | 27.07.2015              | 88 страниц (32 цв.)  | Seishinsha   | — |
| Pieces Gem 03 Appleseed Underdrawing Collection | 14.02.2017              | 119 страниц          | Seishinsha   | Наброски страниц оригинальной манги, отличающиеся в деталях от последующей публикации. Представляет интерес для коллекционеров |
| Galgrease Gun&Action                            | 02.04.2002 — 18.04.2003 | 12 брошюр-постеров   | Kodansha     | Galgrease — собирательное название для эротической манги и книг с постерами. Название появилось из того, что Сиро часто изображает женщин как бы натёртых массажным маслом (англ. greased). Выпущены 3 постербука (4 постера + 8 карт), 4 дополнительных постера |
| Galgrease 2nd. Series                           | 20.05.2003 — 20.04.2004 | 12 брошюр-постеров   | Kodansha     | Выпущены 3 постербука (4 постера + 8 карт) |
| W-Tails Cat                                     | 25.02.2012              | 80 страниц           | GOT          | Обобщает «Galgrease Galhound» (Kodansha), «Pieces 2 PhantomCats» (Seishinsha) |
| W-Tails Cat 2                                   | 25.01.2013              | 96 страниц           | GOT          | Включает набор коллекционных карт. Обобщает «Galgrease Galhound 2» (Kodansha). Выпущено ONA «W-Tails Cat — A Strange Presence» (7 эпизодов, 2013) |

### Незначительные работы
| Незначительные работы                | Незначительные работы            | Незначительные работы | Незначительные работы | Незначительные работы           | Незначительные работы                                                                   |
| Название                             | Оригинальное название            | Дата выпуска          | Издательство          | Публикация                      | Комментарий                                                                             |
| ------------------------------------ | -------------------------------- | --------------------- | --------------------- | ------------------------------- | --------------------------------------------------------------------------------------- |
| Yellow Hawk                          | イエローホーク                   | 10.08.1981            | Atlas                 | Atlas 9 (додзинси)              | В сотрудничестве с писателями Atlas                                                     |
| Colosseum Pick                       | コロシアム・ピック               | ??.05.1982            | OTOMODACHI            | Funya (додзинси)                | Переиздана 18.09.1990 в «Comic Fusion Atpas» (Atlas + PASTELS)                          |
| Pursuit                              | 追われる                         | 19.09.1982            | Atlas                 | Kintalion 26 (додзинси)         | —                                                                                       |
| Battle On Mechanism                  | バトルオンメカニズム             | 10.03.1984            | Atlas                 | Battle Comics Pate 1 (додзинси) | —                                                                                       |
| Optional Orientation                 | オプショナルオリエンテーション   | 15.03.1984            | Atlas                 | Atlas 12 (додзинси)             | —                                                                                       |
| Metamorphosis in Amazoness           | メタモルポーシス                 | 19.08.1984            | Atlas                 | Battle Comics Pate 2 (додзинси) | —                                                                                       |
| Arice in Jargon                      | ARICE in JARGON                  | 23.12.1984            | Atlas                 | Battle Comics Pate 3 (додзинси) | —                                                                                       |
| Bike Nut                             | BIKE NUT                         | ??.08.1985            | —                     | SNMC 3 (додзинси)               | 29.12.1985 переиздано в «Коллекция иллюстраций Dorothy» (добавлены 2 новых изображения) |
| Shirowkunwa Konnkai Ouasumidayo!     | SHIROWKUNWA KONNKAI OYASUMIDAYO! | 16.04.1986            | Atlas                 | Battle Comics Pate 4 (додзинси) | —                                                                                       |
| The scribble roll of Shirow Masamune | 士郎正宗の落書コッペパン         | 28.12.1986            | Atlas                 | Battle Comics Pate 5 (додзинси) | —                                                                                       |

Полный список всех работ Сиро на сайте Shirowledge.

## Связанные видео работы

### Телевизионные адаптации
| ТВ-адаптации                                         | ТВ-адаптации            | ТВ-адаптации     | ТВ-адаптации       | ТВ-адаптации                              | ТВ-адаптации                                            | ТВ-адаптации |
| Название                                             | Дата выпуска            | Количество серий | Режиссёр           | Студия                                    | Участие Сиро                                            | Комментарий |
| ---------------------------------------------------- | ----------------------- | ---------------- | ------------------ | ----------------------------------------- | ------------------------------------------------------- | --- |
| Ghost in the Shell: Stand Alone Complex              | 01.10.2002 — 01.10.2003 | 26               | Кэндзи Камияма     | Production I.G                            | Оригинальная манга                                      | Помогал в работе над сценарием, дизайном Татиком. Выпущены ранобэ (2004—2005) и три издания манги (2009—2016) |
| Ghost in the Shell: S.A.C. 2nd GIG                   | 01.01.2004 — 08.01.2005 | 26               | Кэндзи Камияма     | Production I.G                            | Оригинальная манга                                      | Помогал в работе. Мамору Осии так же участвовал в этом проекте |
| Ghost Hound                                          | 18.10.2007 — 04.04.2008 | 22               | Рютаро Накамура    | Production I.G                            | Оригинальная идея, разработка персонажей, соавтор манги | Концепт мира и персонажей придумал в 1987, но реализовывать не собирался. Пока Production I.G не предложила выпустить аниме к 20-летнему юбилею студии. Собрав над проектом команду из наиболее опытных людей жанра хоррор. Выпущены два тома манги (2007) |
| Real Drive: Sennou Chousashitsu                      | 09.04.2008 — 01.10.2008 | 26               | Кадзухиро Фурухаси | Production I.G                            | Оригинальный концепт                                    | События происходят во Вселенной «Ghost in the Shell». Выпущены два тома манги (2008—2009) и ранобэ (2008) |
| Appleseed Genesis                                    | 2009                    | 26               | Романов Хига       | Micott & Basara                           | Оригинальная манга                                      | Приостановлено из-за банкротства студии |
| Appleseed XIII                                       | 03.06.2011 — 25.01.2012 | 13               | Хамана Такаюки     | Production I.G, JINNI’s Animation Studios | Оригинальная манга, разработка персонажей               | Полностью выполнено в 3DCG |
| Ghost in the Shell: Arise — Alternative Architecture | 05.04.2015 — 14.06.2015 | 10               | Кисэ Кадзутика     | Production I.G                            | Оригинальная манга                                      | Выпущены семь томов манги «GitS: Arise — Sleepless Eye» (2013—2016) |
| Pandora in the Crimson Shell: Ghost Urn              | 08.01.2016 — 25.03.2016 | 12               | Мунэнори Нава      | Studio Gokumi, AXsiZ                      | Концепт оригинальной манги                              | — |

### OVA
| OVA                                            | OVA                     | OVA              | OVA              | OVA                                        | OVA |
| Название                                       | Дата выпуска            | Количество серий | Режиссёр         | Студия                                     | Участие Сиро |
| ---------------------------------------------- | ----------------------- | ---------------- | ---------------- | ------------------------------------------ | --- |
| Black Magic M-66                               | 28.06.1987              | 1                | Хироюки Китакубо | Animate Film & AIC                         | Оригинальная манга, сценарий, раскадровка (единственное аниме, над которым Сиро принимал непосредственное участие в создании) |
| Appleseed                                      | 21.04.1988              | 1                | Кадзуёси Катаяма | GAINAX                                     | Оригинальная манга |
| Dominion                                       | 27.05.1988 — 11.08.1989 | 4                | Коити Масимо     | Agent21                                    | Оригинальная манга |
| New Dominion Tank Police                       | 20.10.1993 — 21.10.1994 | 6                | Нобору Фурусэ    | J.C.STAFF                                  | Оригинальная манга |
| Bounty Dog                                     | 01.10.1994 — 01.11.1994 | 2                | Хироси Нэгиси    | Animate Film                               | Дизайн персонажей |
| Landlock                                       | 21.06.1996 — 27.09.1996 | 2                | Ясухиро Мацумура | Tokyo Kids                                 | Дизайн персонажей |
| GitS: S.A.C. Tachikomatic Days                 | 21.12.2002 — 25.03.2005 | 52               | —                | Production I.G (включены в DVD)            | Оригинальная манга |
| GitS: S.A.C. The Laughing Man                  | 23.09.2005              | 1                | Кэндзи Камияма   | Production I.G (нарезка из первого сезона) | Оригинальная манга |
| GitS: S.A.C. 2nd GIG Individual Eleven         | 27.01.2006              | 1                | Кэндзи Камияма   | Production I.G (нарезка из второго сезона) | Оригинальная манга |
| Tank Police Team: TANK S.W.A.T. 01             | 24.03.2006              | 1                | Романов Хига     | —                                          | Оригинальная манга |
| Ghost in the Shell: S.A.C. Solid State Society | 01.09.2006              | 1                | Кэндзи Камияма   | Production I.G                             | Оригинальная манга, сотрудничество                                                                                            |
| Ghost in the Shell: Arise                      | 22.06.2013 — 26.08.2015 | 5                | Кисэ Кадзутика   | Production I.G                             | Оригинальная манга |
| Ghost in the Shell: Virtual Reality Diver      | 04.07.2016              | 1                | Хироаки Хигаси   | Production I.G (для устройств VR)          | Оригинальная манга |

### Полнометражные фильмы
| Полнометражные фильмы                 | Полнометражные фильмы | Полнометражные фильмы                        | Полнометражные фильмы                                                     | Полнометражные фильмы                     | Полнометражные фильмы |
| Название                              | Дата выпуска          | Режиссёр                                     | Студия                                                                    | Участие Сиро                              |                       |
| ------------------------------------- | --------------------- | -------------------------------------------- | ------------------------------------------------------------------------- | ----------------------------------------- | --------------------- |
| Ghost in the Shell                    | 18.11.1995            | Мамору Осии                                  | Production I.G                                                            | Оригинальная манга                        |                       |
| Gundress                              | 20.03.1999            | Кацуёси Ятабэ                                | Inner Brain, Nikkatsu, Panasonic Digital Contents, Starfish, Toei Company | Дизайн персонажей                         |                       |
| Ghost in the Shell: Innocence         | 06.03.2004            | Мамору Осии                                  | Production I.G                                                            | Оригинальная манга                        |                       |
| Appleseed                             | 17.04.2004            | Синдзи Арамаки                               | APPLESEED Partners                                                        | Оригинальная манга                        |                       |
| Appleseed Ex Machina                  | 20.10.2007            | Синдзи Арамаки                               | EX MACHINA FILM Partners                                                  | Оригинальная манга, дизайн персонажей     |                       |
| Ghost in the Shell 2.0                | 12.07.2008            | Мамору Осии                                  | Production I.G                                                            | Оригинальная манга                        |                       |
| GitS: S.A.C. Solid State Society 3D   | 26.03.2011            | Кэндзи Камияма                               | Production I.G                                                            | Оригинальная манга                        |                       |
| Appleseed XIII: Tartaros (Завещание)  | 13.06.2011            | —                                            | Production I.G（нарезка из эпизодов 1—7)                                  | Оригинальная манга, разработка персонажей |                       |
| Appleseed XIII: Ouranos (Пророчество) | 24.10.2011            | —                                            | Production I.G（нарезка из эпизодов 8—13)                                 | Оригинальная манга, разработка персонажей |                       |
| Appleseed Alpha                       | 15.07.2014            | Синдзи Арамаки                               | Sola Digital Arts, Stage 6 Films, Lucent Pictures Entertainment           | Оригинальная манга                        |                       |
| Ghost in the Shell: The New Movie     | 20.06.2015            | Кисэ Кадзутика (гл. режиссёр), Кадзуя Номура | Production I.G                                                            | Оригинальная манга                        |                       |

### Кино
| Кино (Live-action) | Кино (Live-action)                          | Кино (Live-action) | Кино (Live-action) | Кино (Live-action)                                                                                    | Кино (Live-action) | Кино (Live-action) | Кино (Live-action) |
| Название           | Премьера                                    | Режиссёр           | В ролях | Кинокомпания                                                                                          | Бюджет             | Участие Сиро       |                    |
| ------------------ | ------------------------------------------- | ------------------ | --- | --- | ------------------ | ------------------ | ------------------ |
| Ghost in the Shell | 29.03.2017 30.03.2017 31.03.2017 07.04.2017 | Руперт Сандерс     | Скарлетт Йоханссон (Майор) Майкл Питт (Кудзэ) Жюльет Бинош (д-р Уэлет) Такэси Китано (Арамаки) Пилу Асбек (Бато) Чин Хань (Тогуса) Ласарус Ратуэре (Исикава) Ютака Изумихара (Сайто) Таванда Маниймо (Бома) Дануся Самал (Ладрия) Рила Фукусима (гейша) Питер Фердинандо (Каттер) Кристофер Оби (посол) | DreamWorks Grosvenor Park Productions Paramount Pictures Reliance Entertainment Seaside Entertainment | $ 110 млн          | Оригинальная манга |                    |

## Участие в игровых проектах

### Компьютерные игры
| Компьютерные игры (PC Game)                                            | Компьютерные игры (PC Game)                               | Компьютерные игры (PC Game) | Компьютерные игры (PC Game) | Компьютерные игры (PC Game) | Компьютерные игры (PC Game)     | Компьютерные игры (PC Game)        |
| Название                                                               | Оригинальное название                                     | Дата выпуска                | Распространение             | ОС                          | Разработчик                     | Участие Сиро                       |
| ---------------------------------------------------------------------- | --------------------------------------------------------- | --------------------------- | --------------------------- | --------------------------- | ------------------------------- | ---------------------------------- |
| Black Magic                                                            | BLACK MAGIC                                               | ??.11.1997                  | коробка                     | Windows 95                  | Wiz                             | Дизайн упаковки, дизайн персонажей |
| AOKI URU Combat Flight Simulator                                       | 蒼きウル コンバットフライトシミュレータ                   | 11.02.2000                  | коробка                     | Windows 95/98               | GAINAX                          | Дизайн боевых самолётов            |
| RF online                                                              | RF online                                                 | 18.10.2005                  | Интернет                    | Windows 2000/XP             | SEGA                            | Дизайн вещей                       |
| Emil Chronicle Online Ghost in the Shell: S.A.C. collaboration package | エミル・クロニクル・オンライン 攻殻機動隊 S.A.C. シリーズ | 24.08.2007                  | Интернет                    | Windows 2000/XP             | GungHo Online Entertainment Inc | Оригинальная манга                 |
| Ghost in the Shell: S.A.C. — First Assault Online                      | 攻殻機動隊 ONLINE                                         | 28.07.2016 open beta        | Интернет                    | Windows 10                  | Neople                          | Оригинальная манга                 |

### Консольные игры
| Консольные игры                                 | Консольные игры                             | Консольные игры | Консольные игры      | Консольные игры             | Консольные игры                                    |
| Название                                        | Оригинальное название                       | Дата выпуска    | Платформа            | Разработчик                 | Участие Сиро                                       |
| ----------------------------------------------- | ------------------------------------------- | --------------- | -------------------- | --------------------------- | -------------------------------------------------- |
| Eternal City                                    | エターナルシティ 都市転送計画               | 12.04.1991      | PC Engine            | NAXAT（наст. Kaga Create)   | Дизайн упаковки, дизайн персонажей                 |
| Winds of Thunder                                | ウィンズ オブ サンダー                      | 23.04.1993      | PC Engine            | Hudson Soft                 | Дизайн упаковки                                    |
| Trinea                                          | トリネア                                    | 01.10.1993      | Super Famicom        | Yanoman                     | Дизайн упаковки                                    |
| Appleseed                                       | アップルシード プロメテウスの神託           | 26.08.1994      | Super Famicom        | Visit                       | Дизайн упаковки                                    |
| Project: Horned Owl                             | ホーンドアウル                              | 29.12.1995      | PlayStation          | Sony Computer Entertainment | Дизайн упаковки, разработка персонажей             |
| Slime Shiyo!                                    | すらいムしよう！                            | 04.10.1996      | PlayStation          | TOHOKUSHINSHA 东北新社      | Дизайн персонажей, иллюстрации                     |
| Ghost in the Shell                              | 攻殻機動隊                                  | 17.07.1997      | PlayStation          | Sony Computer Entertainment | Дизайн персонажей, помощь в раскадровке опенинга   |
| Yarudora Series Vol.3: Sampaguita               | やるドラ サンパギータ                       | 15.10.1998      | PlayStation/PSP      | Sony Computer Entertainment | Разработка персонажей                              |
| Gundress                                        | ガンドレス                                  | 24.02.2000      | PlayStation          | Starfish                    | Разработка персонажей                              |
| GitS: Stand Alone Complex                       | 攻殻機動隊 STAND ALONE COMPLEX              | 04.03.2004      | PlayStation 2        | Sony Computer Entertainment | Оригинальная манга                                 |
| GitS: Stand Alone Complex — Territory of Hunter | 攻殻機動隊 STAND ALONE COMPLEX — 狩人の領域 | 15.09.2005      | PlayStation Portable | Sony Computer Entertainment | Оригинальная манга                                 |
| Appleseed EX                                    | APPLESEED EX                                | 15.02.2007      | PlayStation 2        | SEGA, DreamFactory          | Оригинальная манга                                 |
| Ghost Hound DS                                  | 神霊狩 GHOST HOUND DS                       | 31.07.2008      | Nintendo DS          | 5pb.                        | Оригинальная история                               |
| Fire Emblem: Shadow Dragon                      | ファイアーエムブレム 新・暗黒竜と光の剣     | 07.08.2008      | Nintendo DS          | Nintendo                    | Дизайн главных персонажей, иллюстрация изображений |

### Игры для социальных сетей
| Игры для социальных сетей                       | Игры для социальных сетей                           | Игры для социальных сетей | Игры для социальных сетей | Игры для социальных сетей | Игры для социальных сетей |
| Название                                        | Оригинальное название                               | Дата выпуска              | Платформа                 | Разработчик               | Участие Сиро              |
| ----------------------------------------------- | --------------------------------------------------- | ------------------------- | ------------------------- | ------------------------- | ------------------------- |
| The Dragonic Trooper — Dragoon INSPIRE          | 竜創騎兵ドラグーン INSPIRE                          | 19.06.2006                | i-mode                    | Five Any                  | Иллюстрация обложки       |
| GitS: S.A.C. Cyber Mission                      | 攻殻機動隊 S.A.C. サイバーミッション                | 14.02.2011                | Feature Phone             | GREE                      | Оригинальная манга        |
| Narikiri-World Appleseed XIII                   | なりきりワールド APPLESEED XIII                     | 13.06.2011                | Интернет                  | Hangame                   | Оригинальная манга        |
| GitS: S.A.C. Tachikoma Wars!                    | 攻殻機動隊 S.A.C. タチコマウォーズ!                 | 29.03.2012                | Feature Phone             | Mobage                    | Оригинальная манга        |
| Social Quiz Game S.N.C.T.                       | ソーシャルクイズゲーム S.N.C.T.                     | 14.09.2012                | Android/iOS               | FutureScope               | Разработка персонажей     |
| ZETTYOU!! IKASETE-Fight CANOPRI Card Collection | 絶頂!!イカせてファイト キャノプリカードコレクション | 22.11.2012                | Android/iOS               | DMM                       | Иллюстрация карт          |
| Dark Summoner                                   | ダークサマナー                                      | 23.02.2013                | Android/iOS               | Ateam                     | Дизайн монстров           |
| Border Break Mobile: GunFront Gale              | ボーダーブレイクMobile -疾風のガンフロント-         | 03.03.2013                | iOS                       | SEGA Networks             | Разработка персонажей     |

### TRPG (Настольные ролевые игры)
| Настольные ролевые игры (Table Talk RPG) | Настольные ролевые игры (Table Talk RPG)         | Настольные ролевые игры (Table Talk RPG) | Настольные ролевые игры (Table Talk RPG) | Настольные ролевые игры (Table Talk RPG) | Настольные ролевые игры (Table Talk RPG) |
| Название                                 | Оригинальное название                            | Дата выпуска                             | Распространение                          | Разработчик                              | Участие Сиро                             |
| ---------------------------------------- | ------------------------------------------------ | ---------------------------------------- | ---------------------------------------- | ---------------------------------------- | ---------------------------------------- |
| Appleseed — Role Play Text for the Warps | アップルシード （ワープス拡張キット）            | 19.10.1988                               | коробка                                  | TSUKUDA HOBBY                            | Дизайн упаковки                          |
| Asura Fantasy — Start Set                | 阿修羅 Fantasy スタートセット                    | ??.10.1992                               | коробка                                  | COSMO ENGINEERING                        | Дизайн упаковки                          |
| Asura Fantasy — Master Screen            | 阿修羅 Fantasy マスタースクリーン                | ??.??.1993                               | лист                                     | COSMO ENGINEERING                        | Дизайн упаковки                          |
| Asura Fantasy — Expert Set               | 阿修羅ファンタジー エキスパートセット 十字軍遠征 | ??.04.1994                               | коробка                                  | COSMO ENGINEERING                        | Дизайн упаковки                          |
| Asura Fantasy TRPG                       | アシュラファンタジーTRPG 基本ルール              | 25.08.2004                               | книга                                    | Terranetz （наст. Crowd Gate）           | Дизайн упаковки                          |
| Shin-Taima Senki TRPG                    | 真退魔戦記TRPG 基本ルール                        | 24.12.2004                               | книга                                    | Terranetz （наст. Crowd Gate）           | Дизайн упаковки                          |

### PBM (Игры по почте)
| Игры по почте (Play-by-Mail)                 | Игры по почте (Play-by-Mail)               | Игры по почте (Play-by-Mail) | Игры по почте (Play-by-Mail) | Игры по почте (Play-by-Mail)              | Игры по почте (Play-by-Mail)               |
| Название                                     | Оригинальное название                      | Дата выпуска                 | Распространение              | Разработчик                               | Участие Сиро                               |
| -------------------------------------------- | ------------------------------------------ | ---------------------------- | ---------------------------- | ----------------------------------------- | ------------------------------------------ |
| MT3 The Dragonic Trooper — Dragoon           | MT3 阿修羅 fantasy 外伝 竜創騎兵ドラグーン | 25.08.1995                   | книга                        | FUDOKAN 不動館                            | Арт обложки брошюры, руководство           |
| PN1 Shin-Taima Senki — Vermilion Crystal     | PN1 真・退魔戦記 銀朱色の水晶              | 28.10.1997                   | книга                        | COSMO ENGINEERING                         | Арт обложки брошюры, руководство           |
| MT7 YAMATO TAKERU                            | MT7 退魔庁付属機関 高等専門学校 大和武尊   | 30.12.1997                   | книга                        | COSMO ENGINEERING                         | Арт обложки брошюры, руководство           |
| Сетевая RPG — Orion                          | ネットワークRPG 仙術超攻殻オリオン         | 21.10.1998                   | Интернет                     | HobbyData                                 | Арт обложки брошюры, разработка персонажей |
| MT9 Shin-Taima Senki — Advent of the Specter | MT9 真・退魔戦記 伝承妖魔降臨              | 24.11.1998                   | книга                        | COSMO ENGINEERING                         | Арт обложки брошюры, руководство           |
| MT11 The Dragonic Trooper — Dragoon BLADE    | MT11 竜創騎兵ドラグーン BLADE              | 30.11.1999                   | книга                        | COSMO ENGINEERING                         | Арт обложки брошюры, руководство           |
| The Dragonic Trooper — Dragoon e-XPLORER     | 竜創騎兵ドラグーン e-XPLORER               | 17.01.2000                   | Интернет                     | COSMO ENGINEERING                         | Иллюстрация обложки                        |
| Asura Fantasy — Романс европейских войн      | Asura Fantasy 欧州戦国浪漫                 | 02.07.2004                   | журнал, Интернет             | HobbyJapan, Terranetz（наст. Crowd Gate） | Иллюстрация изображений                    |

### PBW (Онлайн игры)
| Онлайн игры (Play-by-Web) | Онлайн игры (Play-by-Web) | Онлайн игры (Play-by-Web) | Онлайн игры (Play-by-Web)     | Онлайн игры (Play-by-Web) |
| Название                  | Оригинальное название     | Дата выпуска              | Разработчик                   | Участие Сиро              |
| ------------------------- | ------------------------- | ------------------------- | ----------------------------- | ------------------------- |
| Asura Fantasy Online      | Asura Fantasy Online      | 18.05.2004                | Terranetz（наст. Crowd Gate） | Иллюстрация обложки       |
| Appleseed the Online      | APPLESEED THE ONLINE      | 09.09.2005                | M2                            | Оригинальная манга        |
| Appleseed Tactics         | APPLESEED TACTICS         | 29.10.2009                | M2                            | Оригинальная манга        |
| SINN                      | SINN                      | 05.06.2011                | REXi                          | Иллюстрация изображений   |

### TCG (Коллекционные карточные игры)
| Коллекционные карточные игры (Trading Card Games)         | Коллекционные карточные игры (Trading Card Games) | Коллекционные карточные игры (Trading Card Games) | Коллекционные карточные игры (Trading Card Games) | Коллекционные карточные игры (Trading Card Games) |
| Название                                                  | Оригинальное название                             | Дата выпуска                                      | Разработчик                                       | Участие Сиро                                      |
| --------------------------------------------------------- | ------------------------------------------------- | ------------------------------------------------- | ------------------------------------------------- | ------------------------------------------------- |
| Monster Collection                                        | モンスター・コレクション                          | 01.09.1997                                        | Fujimi Shobo                                      | Дизайн двух карт                                  |
| Monster Collection Наследие древней империи               | モンスター・コレクション 古代帝国の遺産           | 23.04.1998                                        | Fujimi Shobo                                      | Дизайн двух карт                                  |
| The Dragonic Trooper — Dragoon TCG                        | 竜創騎兵ドラグーンTCG                             | 26.10.2001                                        | Terranetz（наст. Crowd Gate）                     | Дизайн упаковки, одной карты                      |
| The Dragonic Trooper — Dragoon TCG Богиня Восточного мифа | 竜創騎兵ドラグーンTCG 東方神話の女神              | 28.06.2002                                        | Terranetz（наст. Crowd Gate）                     | Дизайн упаковки, двух карт                        |

## Техника
| Техника                             | Техника      | Техника                                                                                              | Техника  |
| Название                            | Дата выпуска | Модель                                                                                               | Заказчик |
| ----------------------------------- | ------------ | --- | -------- |
| Дизайн компьютерных мышек M-MAPP1SM | 22.11.2002   | M-MAPP1SMBK (чёрный) / SV (серебро) / WH (белый)                                                     | Elecom   |
| Дизайн наушников EHP                | 2016         | EHP-SH1000 (Hi-Res) EHP-SL100 (For Anime Music, медно-розовый / серебро / рубиново-красный / чёрный) | Elecom   |

Информация о работах Сиро на основании сайта Shirowledge.

## Фальсификация фотографии
Сиро по своим причинам не разрешает себя фотографировать или делать изображение, а круг лиц, с которыми он официально общается, ограничивается ближайшими представителями издательств и переводчиками. Найти его реальное фото нет возможности, кроме ранней фотографии на сайте Shirowledge (Кто такой Сиро!?) (яп.). Вероятно, из-за такой скрытности в Интернете появилось поддельное фото, на самом деле принадлежащее Тосихиро Кавамото, известного по работе над Cowboy Bebop и другими аниме.

Однако нет и подтверждения со стороны Сиро, что изображения, размещённые на Shirowledge, принадлежат настоящему Сиро.
«Стоит только начать сомневаться, и уже не остановиться» Бато, «Призрак в доспехах» (1995)

## Интервью
- Interview with Masamune Shirow by Frederik L. Schodt 28 января 1998 (англ.)
- Masamune Shirow, Interviewed by Trish Ledoux 1993 (англ.)
- Dark Horse interview with Masamune Shirow 1995 (англ.)
- Toren Smith Interview, Manga Mania Magazine 1993 (англ.)
- Animerica Interview Part 1 январь 2005 (англ.)
- Web Interview Masamune Shirow 19 июня 2001 (англ.), Интервью с мангакой Масамуне Cиро (рус.)
- Полный список всех интервью на сайте Shirowledge (яп.)